# Imabetsu, Aomori

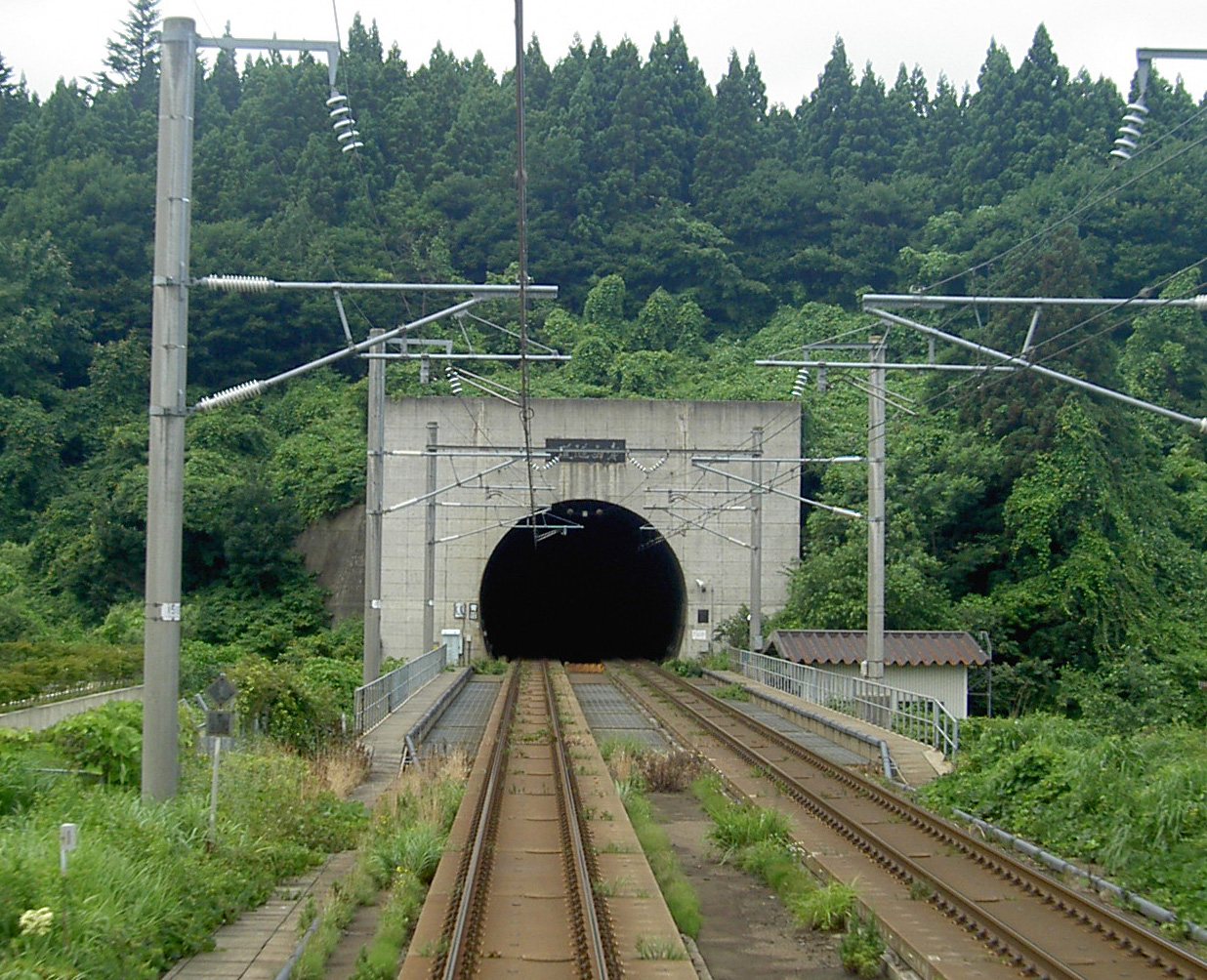
Lối vào Đường hầm Seikan

Imabetsu (今別町 Imabetsu-machi) là thị trấn thuộc huyện Higashitsugaru, tỉnh Aomori, Nhật Bản. Tính đến ngày 1 tháng 10 năm 2020, dân số ước tính thị trấn là 2.334 người và mật độ dân số là 19 người/km2. Tổng diện tích thị trấn là 125,27 km2.

## Địa lý

### Đô thị lân cận
- Tỉnh Aomori
  - Goshogawara
  - Sotogahama

### Khí hậu
| Dữ liệu khí hậu của Imabetsu, Aomori     | Dữ liệu khí hậu của Imabetsu, Aomori | Dữ liệu khí hậu của Imabetsu, Aomori | Dữ liệu khí hậu của Imabetsu, Aomori | Dữ liệu khí hậu của Imabetsu, Aomori | Dữ liệu khí hậu của Imabetsu, Aomori | Dữ liệu khí hậu của Imabetsu, Aomori | Dữ liệu khí hậu của Imabetsu, Aomori | Dữ liệu khí hậu của Imabetsu, Aomori | Dữ liệu khí hậu của Imabetsu, Aomori | Dữ liệu khí hậu của Imabetsu, Aomori | Dữ liệu khí hậu của Imabetsu, Aomori | Dữ liệu khí hậu của Imabetsu, Aomori | Dữ liệu khí hậu của Imabetsu, Aomori |
| Tháng                                    | 1                                    | 2                                    | 3                                    | 4                                    | 5                                    | 6                                    | 7                                    | 8                                    | 9                                    | 10                                   | 11                                   | 12                                   | Năm                                  |
| ---------------------------------------- | ------------------------------------ | ------------------------------------ | ------------------------------------ | ------------------------------------ | ------------------------------------ | ------------------------------------ | ------------------------------------ | ------------------------------------ | ------------------------------------ | ------------------------------------ | ------------------------------------ | ------------------------------------ | ------------------------------------ |
| Cao kỉ lục °C (°F)                       | 11.3 (52.3)                          | 15.8 (60.4)                          | 18.3 (64.9)                          | 25.7 (78.3)                          | 29.7 (85.5)                          | 30.8 (87.4)                          | 32.9 (91.2)                          | 33.7 (92.7)                          | 33.3 (91.9)                          | 26.4 (79.5)                          | 22.3 (72.1)                          | 15.8 (60.4)                          | 33.7 (92.7)                          |
| Trung bình ngày tối đa °C (°F)           | 1.6 (34.9)                           | 2.3 (36.1)                           | 6.1 (43.0)                           | 12.2 (54.0)                          | 16.9 (62.4)                          | 20.2 (68.4)                          | 24.0 (75.2)                          | 25.9 (78.6)                          | 23.2 (73.8)                          | 17.3 (63.1)                          | 10.5 (50.9)                          | 4.2 (39.6)                           | 13.7 (56.7)                          |
| Trung bình ngày °C (°F)                  | −0.8 (30.6)                          | −0.4 (31.3)                          | 2.5 (36.5)                           | 7.7 (45.9)                           | 12.4 (54.3)                          | 16.0 (60.8)                          | 20.3 (68.5)                          | 22.1 (71.8)                          | 18.9 (66.0)                          | 13.0 (55.4)                          | 7.0 (44.6)                           | 1.4 (34.5)                           | 10.0 (50.0)                          |
| Tối thiểu trung bình ngày °C (°F)        | −3.3 (26.1)                          | −3.2 (26.2)                          | −0.9 (30.4)                          | 3.3 (37.9)                           | 8.1 (46.6)                           | 12.4 (54.3)                          | 17.3 (63.1)                          | 19.0 (66.2)                          | 15.1 (59.2)                          | 8.8 (47.8)                           | 3.5 (38.3)                           | −1.3 (29.7)                          | 6.6 (43.8)                           |
| Thấp kỉ lục °C (°F)                      | −10.7 (12.7)                         | −11.2 (11.8)                         | −9.0 (15.8)                          | −4.4 (24.1)                          | −0.5 (31.1)                          | 3.9 (39.0)                           | 9.4 (48.9)                           | 11.0 (51.8)                          | 5.8 (42.4)                           | 1.1 (34.0)                           | −6.1 (21.0)                          | −10.4 (13.3)                         | −11.2 (11.8)                         |
| Lượng Giáng thủy trung bình mm (inches)  | 137.0 (5.39)                         | 103.1 (4.06)                         | 98.1 (3.86)                          | 98.5 (3.88)                          | 105.6 (4.16)                         | 86.6 (3.41)                          | 129.4 (5.09)                         | 191.9 (7.56)                         | 167.2 (6.58)                         | 159.0 (6.26)                         | 176.4 (6.94)                         | 167.0 (6.57)                         | 1.619,8 (63.77)                      |
| Lượng tuyết rơi trung bình cm (inches)   | 163 (64)                             | 131 (52)                             | 87 (34)                              | 5 (2.0)                              | 0 (0)                                | 0 (0)                                | 0 (0)                                | 0 (0)                                | 0 (0)                                | 0 (0)                                | 14 (5.5)                             | 103 (41)                             | 503 (198)                            |
| Số ngày giáng thủy trung bình (≥ 1.0 mm) | 22.7                                 | 18.1                                 | 15.6                                 | 11.9                                 | 10.8                                 | 9.1                                  | 10.2                                 | 10.6                                 | 12.1                                 | 14.2                                 | 18.3                                 | 22.6                                 | 176.2                                |
| Số ngày tuyết rơi trung bình (≥ 3 cm)    | 19.4                                 | 16.9                                 | 11.7                                 | 0.6                                  | 0                                    | 0                                    | 0                                    | 0                                    | 0                                    | 0                                    | 1.6                                  | 13.2                                 | 63.4                                 |
| Số giờ nắng trung bình tháng             | 27.6                                 | 55.5                                 | 126.1                                | 187.2                                | 198.5                                | 177.6                                | 157.6                                | 186.4                                | 170.3                                | 144.9                                | 68.6                                 | 33.9                                 | 1.527,1                              |
| Nguồn: Cục Khí tượng Nhật Bản            |                                      |                                      |                                      |                                      |                                      |                                      |                                      |                                      |                                      |                                      |                                      |                                      |                                      |